# Luro (Ort, Leolima)
Luro (Luru) ist eine osttimoresische Siedlung im Suco Leolima (Verwaltungsamt Hato-Udo, Gemeinde Ainaro).

## Geographie
Luro ist eine Siedlung im Südosten der Aldeia Luro, in einer Meereshöhe von 442 m. Sie liegt im Westen des Siedlungszentrums Hato-Udo. Durch Luro führt die südliche Küstenstraße Osttimors, die hier weiter landeinwärts verläuft. Östlich befindet sich die Siedlung Groto und westlich die Siedlung Dausur. Südöstlich liegt der Lagoa Lebomulua, ein kleiner See, der vom Siedlungszentrum Hato-Udo umrahmt wird.